# Oriol negre
L'oriol negre (Oriolus hosii) és un ocell de la família dels oriòlids (Oriolidae).

## Hàbitat i distribució
Habita els boscos de les muntanyes per sobre dels 900 m, al nord de Sarawak, a Borneo.